# Gelotia bouchardi
Gelotia bouchardi är en spindelart som först beskrevs av Eugène Simon 1903.  Gelotia bouchardi ingår i släktet Gelotia och familjen hoppspindlar. Inga underarter finns listade i Catalogue of Life.